# Vectron
Vectron je družina štiriosnih (Bo'Bo') lokomotiv nemškega proizvajalca Siemens Mobility. Zasnovane so kot naslednik lokomotiv EuroSprinter. Obstajajo dizelske in električne različice, slednje lahko na enosmerni (DC) ali na izmenični tok (AC). Lokomotive so predstavili na sejmu Innotrans 2010. Dizelske različice poganja 16-valjni motor MTU 4000 R84 z močjo 2,4 MW (3200 KM).
- Railpool (Harburg, julij 2013)
- MRCE (München, junij 2013)
- DB Schenker (Gdansk, september 2013)
- Siemens Vectron (Avgust 2014)
- BoxXpress Vectron (Essen, julij 2013)